# سناء إبراهيم
سناء إبراهيم (24 يوليو 1979 -)، ممثلة سعودية تعيش في الولايات المتحدة.

## عن حياتها
بعدما حصلت الثانوية العامة التحقت بقسم الإدارة والاقتصاد بجامعة الملك عبد العزيز ولكنها لم تكمل دراستها خلاله، ثم أتمت بعض دورات الكمبيوتر والسكرتارية، كما عملت كمترجمة اللغة الإنجليزية. بدأت التمثيل في بعض الأدوار الثانوية خلال الأعمال التلفزيونية وذلك بعام 2006، لكن هذا لم يدم طويلًا حيث توقفت عن مواصلة نشاطها الفني في عام 2010، وبذلك انقطعت أخبارها. بعد اعتزالها تزوجت من شخص انتقلت معاه إلى الولايات المتحدة.

## أعمالها

### من المسلسلات
- أخوات موسى.
- عمشه بنت عماش.
- خلوكم مكاني.
- أسوار.[3][4][5]
- جاري يا حمودة (حلقة العديل).
- 37 درجة مئوية - جزئين.
- كلنا عيال قرية.
- قلب أبيض.
- الساكنات في قلوبنا - بواقع 5 حلقات.
- عطر.
- عذاب.
- أحلام رابح.
- أيام السراب.
- أسوار 3.

## روابط خارجية
- سناء إبراهيم على موقع قاعدة بيانات الأفلام العربية